# Naïma Azough

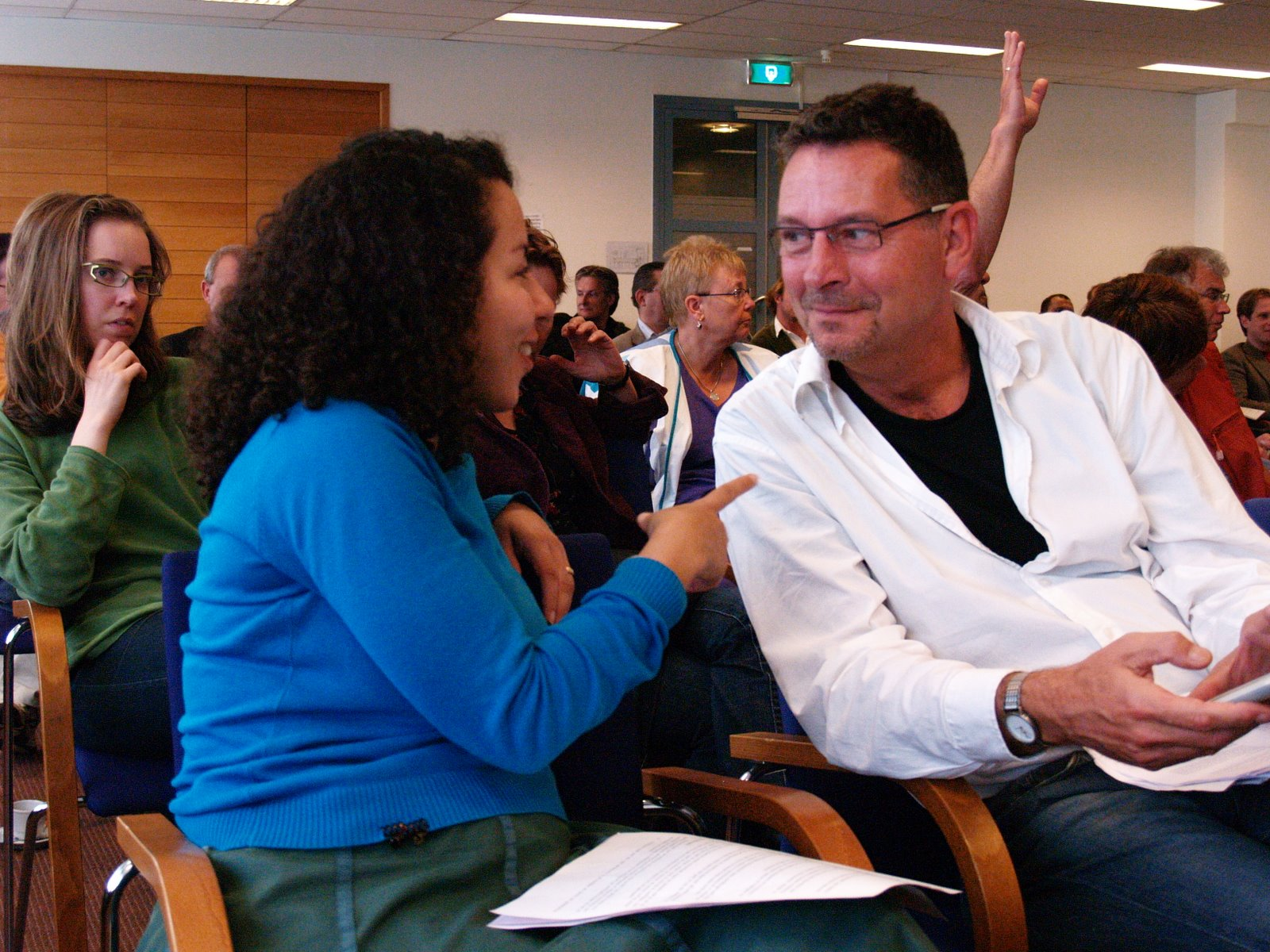
Azough in debat met Mathieu Heemelaar

Naïma Azough (Asdif, 1 april 1972) is een Nederlandse politica van Marokkaanse afkomst, die van 16 maart 2004 tot 17 juni 2010 lid was van de Tweede Kamerfractie van GroenLinks. Zij was eerder lid van 23 mei 2002 tot 30 januari 2003. Als ex-Kamerlid fungeerde zij daarna nog als voorzitter van de commissie 'Aanpak meisjesslachtoffers loverboys' (voluit Commissie 'Aanpak meisjesslachtoffers loverboys/mensenhandel in de zorg voor jeugd'), ook wel aangeduid als de Commissie Azough.

## Levensloop voor de politiek
Azough werd geboren in Marokko en kwam in het kader van gezinshereniging op driejarige leeftijd naar Nederland. Zij groeide op in Rotterdam-Zuid als dochter van een metaalarbeider. Ze studeerde Engels en Duits aan de Universiteit Antwerpen. Tijdens haar studententijd in Antwerpen was Azough actief in comités tegen het Vlaams Blok. Vervolgens studeerde zij Internationale betrekkingen aan de Universiteit van Amsterdam, zij maakte deze opleiding echter niet af.
Zij werkte als freelance programmamaker, onder andere bij het politiek-cultureel centrum De Balie en het Koninklijk Instituut voor de Tropen. Ook werkte zij als redacteur voor Meetingpoint van de Nederlandse Moslim Omroep, redacteur bij het radioprogramma De Andere Wereld van de IKON en als medewerker van het GroenLinks Magazine. In 1999 publiceerde de aankomend politica twee boeken: "Het patatpantheon: de groepscultuur van een nieuwe generatie" (waarvan zij redacteur was) en "Marokkanen, landgenoten: drie generaties Marokkanen in Nederland". Vervolgens werkte zij als staflid bij Rotterdam 2001, Culturele Hoofdstad van Europa.

## Politieke levensloop
In 2001 werd zij door Ab Harrewijn gevraagd om zich kandidaat te stellen voor de Tweede Kamer. Azough werd in 2002 lid van de Tweede Kamer. Toen GroenLinks in 2003 twee zetels verloor, keerde zij niet terug. Vervolgens werd Azough presentatrice van het programma Kunst moet Zwemmen van de VPRO en interviewster bij het programma De Dialoog van de Nederlandse Moslimomroep. In 2004 trad Arie van den Brand terug als lid van de Tweede Kamer, Azough volgde hem op. In 2006 stond Azough op de zesde plek op de kandidatenlijst en werd zij weer verkozen. Azough werd woordvoerster justitie, inclusief asiel en migratie, veiligheidsbeleid en welzijn. Azough zat in de commissies Justitie en ouderenbeleid. Tussen maart en juni 2009 was Azough op zwangerschapsverlof. In haar functie als Kamerlid werd ze vervangen door Mathieu Heemelaar.
Azough is islamitisch en beschouwt zichzelf ook als liberaal en feministisch. Zij was bestuurslid van vrouwenontwikkelingsfonds Mama Cash en het Prins Bernhard Cultuurfonds.
Op 4 maart 2010 kondigde Azough aan na de verkiezingen van 9 juni dat jaar niet terug te keren in de Tweede Kamer.
In mei 2016 werd bekend dat zij tot eind dat jaar speciaal rapporteur extremisme zou worden.